# Desireless (álbum)
Desireless é o álbum de estreia do cantor sueco Eagle-Eye Cherry. Foi lançado em 1997 na Suécia pela pequena gravadora Diesel.
O álbum ganhou disco de platina nos Estados Unidos e vendeu mais de quatro milhões de cópias no mundo inteiro. Os singles "Save Tonight" e "Falling in Love Again" foram uma parte importante do sucesso do álbum.
| Críticas profissionais                                                      | Críticas profissionais |
| Avaliações da crítica                                                       | Avaliações da crítica  |
| Fonte                                                                       | Avaliação              |
| --------------------------------------------------------------------------- | ---------------------- |
| Allmusic                                                                    | [ 1 ]                  |
| Rolling Stone                                                               | [ 2 ]                  |
| Robert Christgau                                                            | (B-)                   |
| Esta tabela precisa de ser acompanhada por texto em prosa. Consulte o guia. |                        |

## Faixas
Todas as canções foram escritas por Eagle-Eye Cherry, exceto onde indicado.
1. "Save Tonight"  – 3:59
2. "Indecision" (Åhlund, Cherry) – 5:16
3. "Comatose (In the Arms of Slumber)" (Cherry, Gillström)  – 4:37
4. "Worried Eyes"  – 4:31
5. "Rainbow Wings" (Carlberg, Cherry) – 4:04
6. "Falling in Love Again"  – 3:30
7. "Conversation"  – 4:44
8. "When Mermaids Cry"  – 4:22
9. "Shooting Up in Vain"  – 5:36
10. "Permanent Tears"  – 4:43
11. "Death Defied By Will"  – 4:23
12. "Desireless" (música por Don Cherry) – 6:14